# فرودگاه پروسرپاین-ویت ساندی کوست
 فرودگاه پروسرپاین-ویت ساندی کوست (به انگلیسی: Proserpine / Whitsunday Coast Airport) یک فرودگاه همگانی با کد یاتا PPP است که یک باند فرود آسفالت دارد و طول باند آن ۲۰۷۳ متر است. این فرودگاه در کشور استرالیا قرار دارد و در ارتفاع ۲۵ متری از سطح دریا واقع شده‌است.

## شرکت‌های هواپیمایی و مقصدهای پروازی
| شرکت‌های هواپیمایی  | مقصدهای پروازی        |
| ------------------ | --------------------- |
| جت‌استار            | بریزبن, ملبورن, سیدنی |
| Tigerair Australia | بریزبن, سیدنی         |
| ویرجین استرالیا    | بریزبن                |